# ゲオルゲ・モッソン
ゲオルゲ・モッソン（George Mosson、フランス語名:アドルフ・ジョルジュ・モッソン、Adolphe Georges Mosson、1851年2月2日 - 1933年9月3日）は、フランス生まれで、ドイツで活動した画家である。風景画や静物画を描いた。「ベルリン分離派」の創立メンバーとなった。

## 略歴
南フランスのエクス＝アン＝プロヴァンスで生まれた。14歳になった1865年にベルリンに移り、教育を受けた。ベルリンの美術アカデミーでカール・シュテフェックとヘルマン・フレーゼ(Hermann Freese)に学んだ後、ヴァイマルの美術アカデミーで学んだ。1884年からベルリの展示会に出展した。
ベルリンの若い画家たち9人が「美術展開催のための自由協会(Freie Vereinigung zur Veranstaltung von künstlerischen Ausstellungen)」のメンバーになり、すでに画家として評価を得ていたマックス・リーバーマンとフランツ・スカルビナの支持と参加を得て、1892年に「11人協会（Vereinigung der XI）」が創立され、展覧会を開いた。1998年にリーバーマンを中心に設立された「ベルリン分離派」の創立メンバーになった。1908年のベルリン分離派展などで審査員の一人となった。1913年に分離派が分裂すると、リーバーマン、マックス・スレーフォークトらとともに「自由分離派（Freie Secession）」に参加した。ドイツ画家協会（Deutscher Künstlerbund）の会員であった。
1906年頃、後に作家のフランツ・ヘッセル(Franz Hessel)と結婚することになるヘレン・グリュンド(Helen Grund: 1886-1982)にベルリン女性芸術家協会(Verein der Berliner Künstlerinnen)の美術教室で絵を教え、7年ほど愛人関係にあった。
1933年にベルリンのシャルロッテンブルク＝ヴィルマースドルフ区で亡くなった。

## 作品

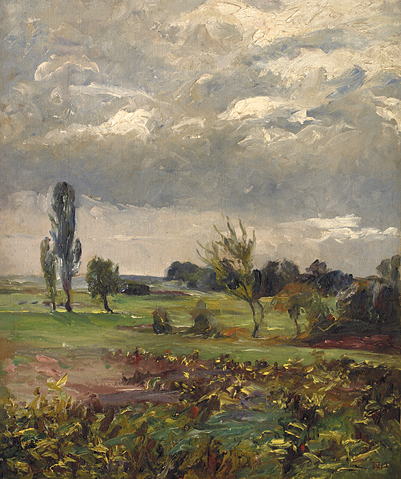
メルキッシュの風景 (1915)
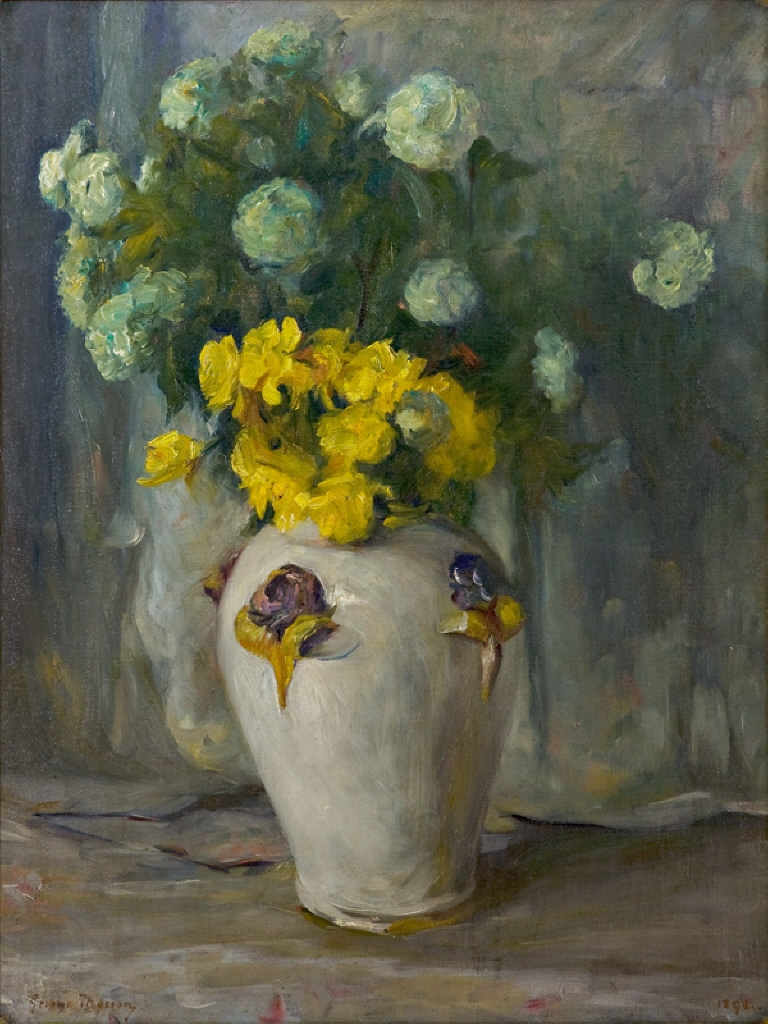
花瓶の花 (1898) Berlinische Galerie
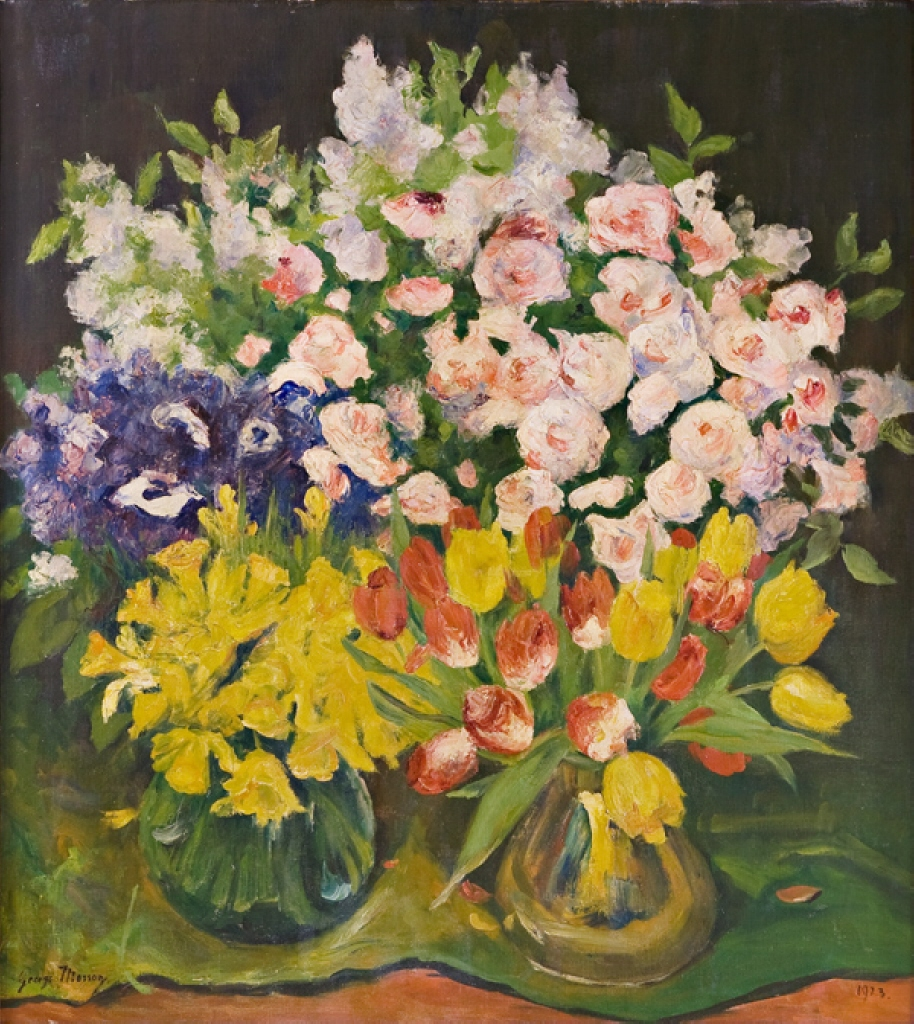
花束　(1923) Berlinische Galerie
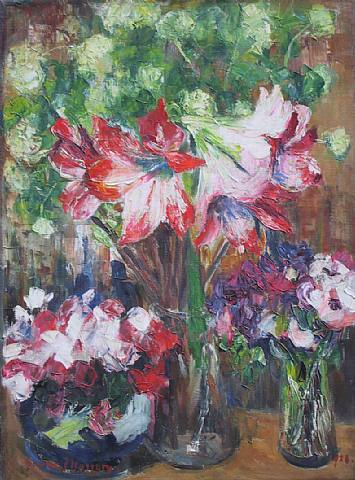
アマリリスのある花の静物画　）１９２４）